# 奉新戰鬥
奉新戰鬥發生於1939年4月22日－5月7日，地點則是在中國贛北奉新县一帶。是抗日戰爭主要戰鬥之一，交戰一方為守軍之國民革命軍，另一方則為日軍。